# Eleição para o senado da Carolina do Norte em 1992
A eleição para o senado do estado americano da Carolina do Norte de 1992 foi realizada em 8 de novembro de 1992 em simultâneo com as eleições para a câmara dos representantes, para o senado, para alguns governos estaduais e para o presidente da república.

## Primárias

### Democrata
Terry Sanford não teve oposição.

### Republicana
Lauch Faircloth
Sue Wilkins Myrick
Eugene Johnston
Larry Harrington

## Eleição geral
Em 1990, após 40 anos como um democrata, Faircloth muda sua afiliação e começa a fazer campanha para o senado. Contando com o apoio do senador Jesse Helms, Faircloth derrotou a prefeita de Charlotte Sue Myrick e o ex-deputado Walter E. Johnston, III nas primárias. Seu adversário na eleição geral foi seu ex-aliado Terry Sanford, que, apesar de ajudar Faircloth a arrecadar dinheiro para a sua tentativa fracassada para governador em 1984, provocou a ira de Faircloth, dois anos mais tarde, quando Sanford supostamente denegria a chance de Faircloth concorrer para o Senado com comentários alegando sua demissão em uma eleição contra Terry. Faircloth atacou Sanford como um liberal de impostos, e apesar de um fraco desempenho em um debate televisionado em setembro, Faircloth ganhou o assento por uma margem de 100.000 votos.